# Байрак (Шадрінський район)
Байра́к (рос. Байрак) — село у складі Шадрінського району Курганської області, Росія. Адміністративний центр та єдиний населений пункт Байрацької сільської ради.
Населення — 61 особа (2017, 106 у 2010, 221 у 2002).
Національний склад станом на 2002 рік: татари — 90 %.
Стара назва — Терсюк.